# Mbozi
Mbozi ist ein Distrikt im Südwesten Tansanias in der Region Songwe mit dem Verwaltungssitz in Vwawa. Er grenzt im Norden an den Distrikt Songwe, im Osten an die Region Mbeya, im Süden an den Distrikt Ileje und im Westen an den Distrikt Momba.

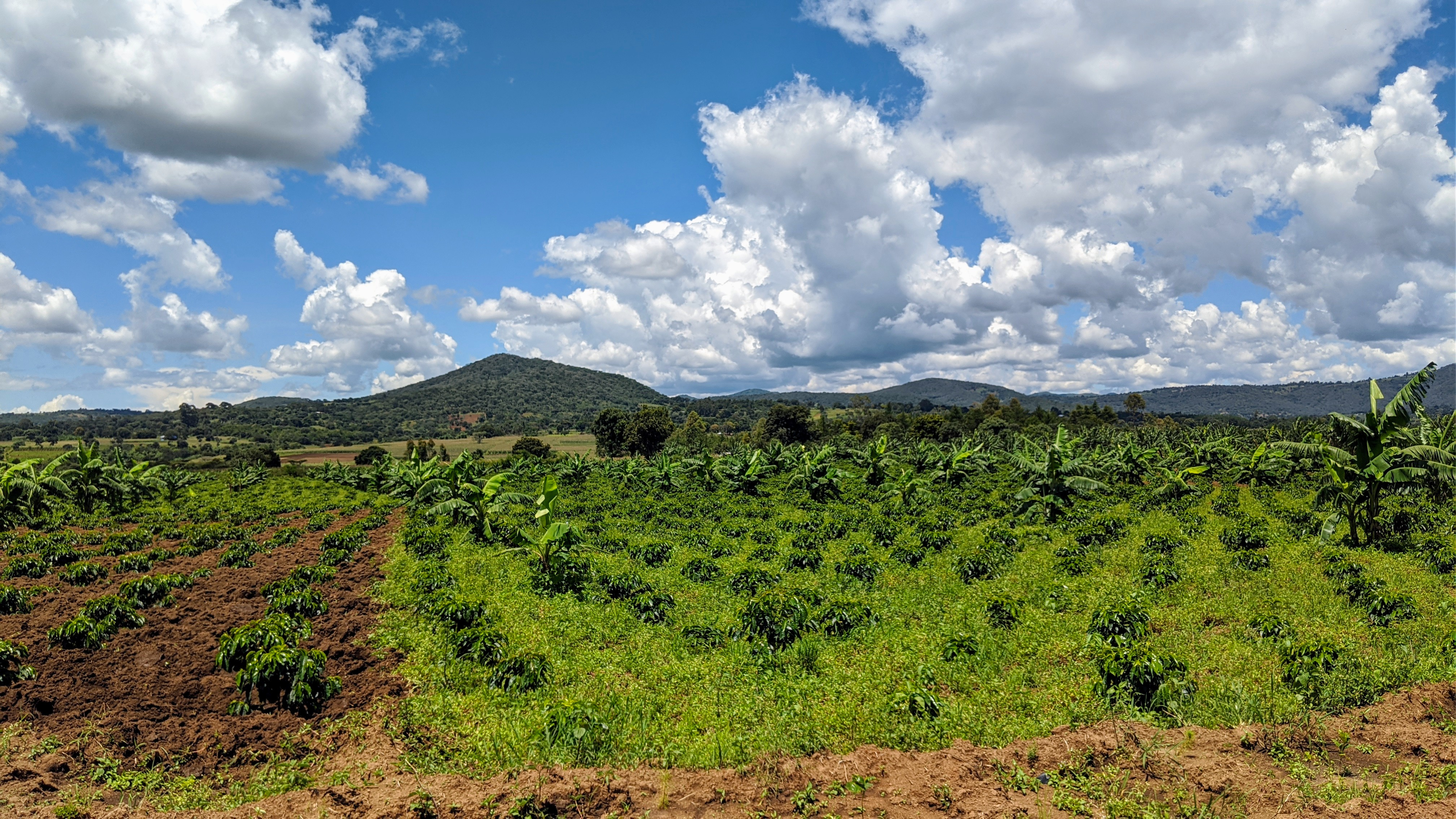
Landschaft in Mbozi, im Vordergrund eine Kaffeeplantage.

## Geographie
Der Distrikt hat eine Größe von 3404 Quadratkilometer und 510.599 Einwohner. Im Norden grenzt der Distrikt an den Rukwasee, der in einer Höhe von 800 Meter über dem Meer liegt. Von diesem steigt das Land nach Süden hügelig auf fast 2000 Meter an, die Hauptstadt Vwawa liegt 1600 Meter hoch.
Das Klima ist gemäßigt warm, Cwb nach der effektiven Klimaklassifikation. Die Niederschläge von über 1000 Millimeter im Jahr fallen größtenteils in den Monaten Dezember bis April. Die Zeit von Juni bis September ist sehr trocken. Die Jahresdurchschnittstemperatur liegt zwischen 20 und 28 Grad Celsius.

## Geschichte
Seit 2016 gehört Mbozi zur neu geschaffenen Region Songwe, davor war es Teil der Region Mbeya.

## Verwaltungsgliederung
Der Distrikt besteht aus vier Divisionen und 29 Bezirken (Wards):
- Hasanga
- Hezya
- Ichenjezya
- Igamba
- Ihanda
- Ilolo
- Isansa
- Itaka
- Kilimampimbi
- Magamba
- Msia
- Myovizi
- Bara
- Idiwili
- Hasamba
- Isandula
- Nanyala
- Shiwinga
- Vwawa
- Wasa
- Nabinzo
- Nyimbili
- Iyula
- Mlangali
- Halungu
- Ruanda
- Itumpi
- Ipunga
- Mlowo

## Bevölkerung
Bei der Volkszählung im Jahr 2012 hatte der Distrikt 446.339 Einwohner bei einem Geschlechterverhältnis von 91 Männern auf 100 Frauen. Die größte ethnische Gruppe waren die Nyiha, zu denen mehr als die Hälfte der Bevölkerung zählte. Im Jahr 2022 lebten 510.599 Menschen in 133.456 Haushalten.

## Einrichtungen und Dienstleistungen
- Bildung: Im Distrikt befinden sich 160 staatliche und vier private Grundschulen. Die rund 80.000 Schüler werden von 2400 Lehrern unterrichtet (Stand 2015). Von insgesamt 56 weiterführenden Schulen werden sechzehn privat geführt.[7]
- Gesundheit: Für die medizinische Versorgung stehen zwei Krankenhäuser, sechs Gesundheitszentren und 67 Apotheken zur Verfügung.[8] Eines der Krankenhäuser wird von der Gemeinschaft der Herrnhuter geleitet.[9]
- Wasser: Rund sechzig Prozent der Bevölkerung werden mit sauberem Wasser versorgt.[10]

## Wirtschaft und Infrastruktur
- Landwirtschaft: Von den rund 100.000 Haushalten im Distrikt beschäftigen sich 80 Prozent mit der Landwirtschaft. Neben den Grundnahrungsmitteln Mais, Bohnen und Kartoffeln werden auch 6600 Tonnen Sonnenblumenkerne und 12.000 Tonnen Avocados geerntet (Saison 2016/17). Das wichtigste Exportprodukt ist Kaffee, wovon 2015 über 30.000 Tonnen produziert wurden.[11] Im gleichen Jahr wurden 670.000 Hühner und 110.000 Rinder gehalten.[12]
- Gewerbe: Von allen Distrikten der Region Songwe hat Mbozi die größte Anzahl an Gewerbebetrieben. Mehr als 600 Getreidemühlen, fast 400 Zimmereien und rund 100 Schlossereien und Werkstätten sind im Distrikt ansässig.[13]
- Straßen: Durch den Distrikt verläuft die asphaltierte Nationalstraße T1, die von Daressalam via Tunduma nach Sambia führt.[14]
- Eisenbahn: Vwawa ist Haltestelle der TAZARA Eisenbahnlinie.[15]

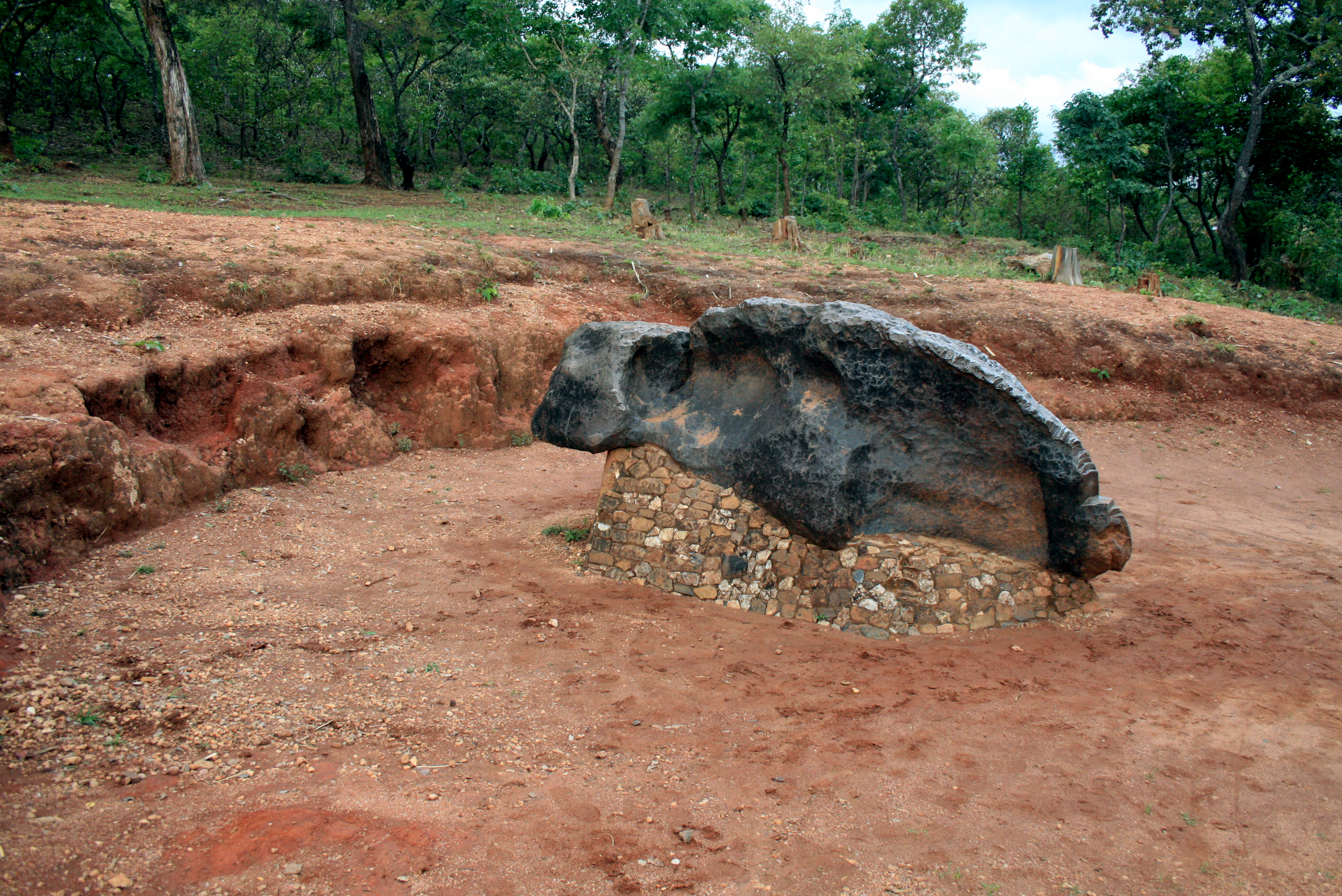
Der Mbozi-Meteorit.

## Sehenswürdigkeiten
- Der Mbozi-Meteorit ist etwa 3 Meter lang und 1 Meter breit. Er besteht zu 90 Prozent aus Eisen und zählt zu den größten Meteoriten der Welt.[16][17]